# István Mészáros (piragüista)
István Mészáros (Budapest, 30 de abril de 1933-Budapest, 6 de mayo de 1994) fue un deportista húngaro que compitió en piragüismo en la modalidad de aguas tranquilas. Ganó dos medallas en el Campeonato Mundial de Piragüismo de 1954.

## Palmarés internacional
| Campeonato Mundial | Campeonato Mundial | Campeonato Mundial | Campeonato Mundial |
| Año                | Lugar              | Medalla            | Evento             |
| ------------------ | ------------------ | ------------------ | ------------------ |
| 1954               | Mâcon (Francia)    | Medalla de oro     | K2 1000 m          |
| 1954               | Mâcon (Francia)    | Medalla de bronce  | K4 10 000 m        |